# Idanha
Idanha és una població dels Estats Units a l'estat d'Oregon. Segons el cens del 2000 tenia 232 habitants.

## Demografia
Segons el cens del 2000, Idanha tenia 232 habitants, 85 habitatges, i 65 famílies. La densitat de població era de 86,1 habitants per km².
Dels 85 habitatges en un 36,5% hi vivien nens de menys de 18 anys, en un 63,5% hi vivien parelles casades, en un 9,4% dones solteres, i en un 23,5% no eren unitats familiars. En el 16,5% dels habitatges hi vivien persones soles el 4,7% de les quals corresponia a persones de 65 anys o més que vivien soles. El nombre mitjà de persones vivint en cada habitatge era de 2,73 i el nombre mitjà de persones que vivien en cada família era de 3,06.
Per edats la població es repartia de la següent manera: un 30,2% tenia menys de 18 anys, un 6,5% entre 18 i 24, un 30,2% entre 25 i 44, un 24,6% de 45 a 60 i un 8,6% 65 anys o més.
L'edat mediana era de 37 anys. Per cada 100 dones de 18 o més anys hi havia 107,7 homes.
La renda mediana per habitatge era de 30.982$ i la renda mediana per família de 32.500$. Els homes tenien una renda mediana de 22.250$ mentre que les dones 21.000$. La renda per capita de la població era de 12.405$. Aproximadament el 12,5% de les famílies i el 17,1% de la població estaven per davall del llindar de pobresa.

## Poblacions més properes
El següent diagrama mostra les poblacions més properes.